# Ngijo (Karangploso)
Ngijo is een bestuurslaag in het regentschap Malang van de provincie Oost-Java, Indonesië. Ngijo telt 15.188 inwoners (volkstelling 2010).